# Cases a la muralla del Castell, 52-58 (Valls)
Les cases a la muralla del Castell són uns edificis de Valls (Alt Camp) protegits com a Bé Cultural d'Interès Local.

## Descripció
Aquesta numeració que té ordre "incorrecte" quant a l'ordre numeral, però totalment correcte en la realitat. El núm. 52. té baixos, entresòl i tres plantes més; la part més interessant és a l'entresòl i: hi ha dues portes balconeres en els laterals amb arcs de mig punt que agafen tota l'amplada del balcó;al mig, hi ha un arc molt rebaixat de pedra que és una continuació dels muntants petris del del nivell "0", amb una llinda que divideix aquest espai i que determina la porta, que té un cancell de ferro i unes seudofinestres que té enreixat de ferro, amb dibuixos geomètrics i la inscripció en el centr de 1870 i les inicials "P.R."
El número 66 és un edifici racionalista amb planta baixa i dues plantes més. La composició de la façana i, sobretot, els balcons, amb l'avantpit i la barana, ens indiquen el caràcter estílistic racional.
En el núm. 68 als baixos hi ha dues entrades, amb un arc rebaixat de pedra; tribuna de molta volada amb dues carteles i coberta de tres vessants.
En el número 58 hi ha dos arcs de mig punt a l'entresol; més notable.